# Thomas Gleb
Thomas Gleb (ur. 1912 w Zelowie, zm. 1991 w Angers) – francuski malarz, pochodzący z rodziny polskich Żydów.

## Życiorys
Urodził się jako Jehuda Chaim Kalman jako syn tkacza Mojszego Kalmana i Rebeki z domu Laskier, był drugim z pięciorga ich dzieci. Od 1917 uczył się chederze, mając dziesięć lat pracował jako handlarz wody i pieczywa, potajemnie rysował. W wieku piętnastu lat podobnie jak ojciec został tkaczem, rok później przeprowadził się do Łodzi, gdzie został uczniem malarza Józefa Mitlera. Od 1929 poświęca się malarstwu, związuje się z łódzkimi warsztatami artystycznymi „Start”, gdzie maluje modeli z natury, stosuje technikę olejną maluje portrety i martwe natury. W 1932 wyjeżdża do Paryża, początkowo jest retuszerem zdjęć, dekoratorem i zdobi figurki ołowianych żołnierzyków. Przyjął wówczas pseudonim Thomas Gleb. W 1935 miała miejsce pierwsza wystawa jego prac, razem z jego obrazami swoje fotografie wystawił pochodzący z Polski fotograf Władysław Sławny. Poznał wówczas swoją przyszłą żonę Malkę Tetelbaum, która urodziła się w 1910 w Białej Podlaskiej. Razem pieszo udali się do Amsterdamu, żeby zobaczyć wystawę prac Rembrandta. Przez pewien czas mieszkali w Brukseli, gdzie Thomas poznał reżysera Fernanda Piette’a, dla którego przygotowywał dekoracje i kostiumy. Następnie powrócił do Paryża, gdzie powierzono mu przygotowanie kostiumów dla teatru PIAT. W 1938 jego prace uczestniczyły w Salonie Jesiennym, teatr PIAT zatrudnił go jako stałego kostiumografa. Po wybuchu II wojny światowej zgłosił się na ochotnika do pułku z którym walczył na froncie, 9 lipca 1940 w Tuluzie został zdemobilizowany i wrócił do Paryża. Niemcy zajęli jego pracownię, zniszczyli i zrabowali jego prace. Dołączył do kierowanej przez Félixa Gutermana żydowskiej grupy oporu „Solidarité”, gdzie pod pseudonimem Raymond Thomas ilustrował ulotki. W 1941 urodziła się jego pierwsza córka Yolanda. W 1943 schronił się z rodziną w Grenoble, gdzie w galerii Répellin miały miejsce dwie wystawy jego prac. Zaprzyjaźnił się z kustoszem Farcym, malarzami Séveracem, Verbanesco oraz rzeźbiarzem Émile’em Giliolim. 8 lipca 1944 został aresztowany i przewieziony do więzienia Montluc w Lyonie, a następnie osadzony w St. Paul. 11 lipca 1944 został dołączony do grupy więźniów, którzy po załadowaniu do pociągu mieli zostać przetransportowani w kierunku Niemiec. W okolicach Sérocourt w Wogezach udało mu się wyskoczyć z pociągu. Ukrywał się w okolicy aż do 15 września 1944, gdy wkroczyli Amerykanie i dywizja Leclerca. Powrócił wówczas do Grenoble lecz jego pracownia została splądrowana, a prace rozkradzione. W 1945 urodził się jego syn Jean, wówczas razem z rodziną powrócił do Paryża. Pierwsza powojenna wystawa jego prac miała miejsce w Galerie Folklore w Lyonie. W 1947 otrzymał nagrodę za mural w polskim klubie młodzieżowym w Paryżu, w 1948 poznał Fernanda Légera. W 1949 został nagrodzony za plakat Getto, który został przedstawiony na międzynarodowej wystawie w Warszawie. W 1950 poznał François Dodata i Jeana Cassou, jego prace zostały wystawione w Tunisie. Pod koniec tego samego roku przeprowadził się do Warszawy. W 1951 w wyniku komplikacji po operacji wyrostka robaczkowego zmarła jego córka Yolanda. Artysta stworzył wówczas cykl obrazów inspirowanych dzieciństwem, przedstawiały one tematykę wiejską. Do 1955 powstał tzw. cykl koguci, a do 1957 cykl cyrkowy. Dzięki statutowi artysty podróżował do Czechosłowacji, Węgier, Rumunii, Bułgarii, NRD i w 1956 Islandii. Otrzymał wyróżnienie za ceramikę i stworzył około trzydziestu prac abstrakcyjnych. W 1957 podjął decyzję o powrocie do Francji, zamieszkał w Millemont. Wkrótce po powrocie poznał Marca Chagalla a jego prace uczestniczyły w wystawie malarstwa żydowskiego w Paryżu. Rozpoczął pracę nad cyklem obrazów przedstawiających dwanaście plemion Izraela, zaprzyjaźnił się z Waldemarem Georges’em (Jerzym Waldemarem Jarocińskim) i Danielem-Henrym Kahnweilerem, a jego prace wzięły udział w paryskim Biennale. Od 1960 przez trzy lata pracował w Centrum Kultury w opactwie Royaumont, od 1961 Muzeum Sztuk Pięknych w Nantes kupuje jego dwie prace. W 1963 wystawia swoje prace w Tel Awiwie, Holandii, Szwecji, Stanach Zjednoczonych, Jugosławii i Australii. W 1966 został mianowany Kawalerem Sztuki i Literatury. Od 1964 do 1970 współpracował z pracownią Saint-Cyr, razem z Pierre’em Daquinem stworzył serię gobelinów „Blanc sur Blanc”. W 1969 uczestniczył w przebudowie Oratorium w Hôtellerie de la Sainte-Baume, rok później na zamówienie architekta Jeana Willervala stworzył gobelin „La Joie” o powierzchni 70 m², który stał się częścią wystroju siedziby firmy Pernod Ricard w Créteil. W 1971 wspólnie z architektem Geneviève Colboc pracował nad projektem klasztoru w Saint Mathieu de Tréviers niedaleko Montpellier, prace zostały zakończone w 1976. W tym okresie współpracował z pracownią Legoueix w Aubusson. Od 1972 prace Thomasa Gleba uczestniczyły w objazdowej wystawie zorganizowanej przez francuskie Ministerstwo Spraw Zagranicznych. Prace prezentowano w 1972 w Dahomeju, Togo, Nigerii, Ghanie, Zambii i na Madagaskarze (szczególny sukces), w 1973 w Grecji, Etiopii, Turcji, Islandii, w 1974 w Dżibuti, w 1977 w Pakistanie, Arabii Saudyjskiej, Syrii, Kuwejcie, Jordanii, Zjednoczonych Emiratach Arabskich. W 1978 wspólnota miejska Bordeaux zleciła monumentalny gobelin „Bord 'Eaux”. W 1979 uczestniczył w projektowaniu wystroju Kaplicy Carmel Niort oraz świątyni na rue Amyot w Paryżu, gobelin dla tapiserii EBU oraz dekoracja dzielnicy szkolnej Jolimont w Tuluzie. W 1980 otrzymał Grand Prix Nationale de Tapisserie. W 1990 przekazał na rzecz miasta Angers część swojej pracy, Françoise de Loisy, a kustosz Muzeum Jean-Lurçat w pięciu salach wystawowych zorganizował stałą wystawę retrospektywną twórczości Thomasa Gleba.